# ستون کنستانتین
ستون کنستانتین (ترکی استانبولی: Çemberlitaş Sütunu) ستونی به یاد ماندنی است که برای امپراتوری روم کنستانتین بزرگ برای بزرگداشت وقف قسطنطنیه در ۱۱ مه ۳۳۰ پس از میلاد ساخته شده‌است. آغاز ساخت ج. ۳۲۸ پس از میلاد، قدیمی‌ترین بنای قسطنطنیه است که در استانبول باقی مانده‌است و در مرکز انجمن کنستانتین قرار دارد.